# Cherokee (North Carolina)
Cherokee ist ein Census-designated place im Swain County im Bundesstaat North Carolina im Südosten der USA. Es ist Hauptsitz der Eastern Band of Cherokee Indians und Hauptort der Qualla Boundary, die ein 230 km² großes Gebiet umfasst.
Das Gebiet ist touristisch stark erschlossen und liegt im Appalachen-Gebirge zwischen dem Eingang zum Great-Smoky-Mountains-Nationalpark und dem südlichen Ende des Blue Ridge Parkway am Fluss Oconaluftee.
Seit 1950 führen Cherokee-Indianer in der Sommersaison mehrmals wöchentlich das Freiluft-Theaterstück Unto These Hills auf, das vom Schicksal und der Vertreibung der Cherokee erzählt.

## Filmkulisse
Das Ende des Films Stroszek von Werner Herzog aus dem Jahr 1977 wurde in Cherokee gedreht, ebenso wie Teile des Films Auf die stürmische Art mit Sandra Bullock und Ben Affleck aus dem Jahr 1999.